# Мария Амнийская
Мари́я Амни́йская (770—821) — первая супруга византийского императора Константина VI, внучка святого Филарета Милостивого (Амнийского).
Мария была уроженкой Пафлагонии, имела армянское происхождение. Отец Марии неизвестен. В житии Филарета Милостивого сообщается, что её мать Ипатия была вдовой и имела двух дочерей — Марию и младшую Миранфию.

## Биография
В 788 году императрица Ирина, желая женить своего сына, организовала так называемый смотр невест, впервые введённый в практику византийского двора. По стране были разосланы доверенные чиновники с набором требований для идеальной невесты, куда входили такие параметры, как рост, длина стопы, размер головы и, конечно, отношение к иконам в семье. Из 13 кандидаток, представленных ко двору, Ирина выбрала для сына в жёны юную незнатную Марию.

Царица, разорвавши сделку с Франциею, послала Феофана, первого оруженосца, и взяла невесту из армянок по имени Марию из дома Амния и соединила её браком с царём Константином, сыном своим, хотя он очень печалился, и не желал сего по привычке своей к дочери Карла, короля французского, с которою был обручен, и совершили брак его в ноябре месяце индиктиона 12.
— Хронография Феофана, год 6281 / 781 (788)
Житие святого Филарета сообщает, что родную сестру Марии Миранфию выдали замуж за патрикия Константинакия, а двоюродную Ипатию за лангобардского короля Аргуса.
В браке Мария родила двух дочерей — Евфросинию и Ирину. Сам брак продлился около семи лет. Матерью Константина была начата кампания по устранению своего сына от власти. По предположению Феофана, главным действием Ирины по дискредитации сына стала поддержка его любовной связи с Федотой, одной из придворных дам. Константин, не любивший супругу, поддался на уговоры матери. Сначала император просил патриарха Тарасия расторгнуть его брак с Марией, заявив что она покушалась отравить его. После отказа патриарха, заявившего, что единственным основанием для расторжения брака является доказанное прелюбодеяние, в январе 795 года Константин насильно заставил Марию принять монашество, а сам женился на Федоте и даже короновал её (чего Мария в своё время не удостоилась). Событие вызвало волнения среди христиан, монастырь на Олимпе даже отложился от византийской церкви, ставя в вину патриарху Тарасию постриг Марии.
Вместе со своими дочерьми Мария была сослана в монастырь на одном из Принцевых островов, где скончалась в 821 году. Одна из дочерей Марии Евфросиния около 825 года стала женой императора Михаила II. Судьба второй дочери неизвестна.